# Victoire Doutreleau
Jeanne Devis (França, 1934) é uma modelo, bastante conhecida por trabalhar com os estilistas Christian Dior, em meados da década de 1950, e Yves Saint Laurent.

## Biografia
Victoire, nascida como Jeanne Devis, era filha de costureira e não conheceu o pai. Posteriormente incorporaria ao seu nome artístico o sobrenome Doutreleau, quando, em 1969, casou-se com o pintor Pierre Doutreleau. 
Aos 16 anos busca iniciar-se na pintura de estilo Art déco com o pintor Louis Touchagues. Posteriormente, encorajada por Touchagues, procura o crítico de moda Michel de Brunhoff buscando seguir a carreira de modelo, este faz uma carta de recomendação a Christian Dior.
Em 1953, juntamente com a brasileira Vera Valdez, Victoire Doutreleau tornou-se modelo de Christian Dior, que lhe dá o nome artístico de Victoire. Apesar das desconfianças e animosidade entre os demais funcionários, ela evolui dentro da casa de moda atingindo ganhando prestigio de Dior e o status de "supermodelo".
Dentro da casa firma amizade com Yves Saint Laurent e com o estilista alemão Karl Lagerfeld, com os quais curte a noite nos cabarés de Paris junto. Com morte de Christian Dior, em 1957, Saint Laurent, que chegou em 1955 como um simples modelista, assume a alta costura da casa.
Após de Saint Laurent deixar a casa Dior, em 1962, Victoire também se afasta. Pouco depois se encontrariam novamente, sendo ela, agora, modelo da marca Yves Saint Laurent, e o acompanha por alguns anos. No mesmo período, os laços de amizade com Pierre Bergé, companheiro e sócio de Yves Saint Laurent, evoluem para um affaire; o caso durou quatro anos e, quando Yves descobriu, a sua amizade com Victoire se desfez. A reconciliação só viria em 1975. Mais tarde, casa-se com o jornalista Roger Thérond, diretor de redação da revista Paris Match, e usa um vestido de noiva da coleção de Saint Laurent.
Ao deixar de trabalhar para Saint Laurent, Victoire trabalhou para o estilista André Courrèges. Aconselhada por Karl Lagerfeld e assistida por Évelyne Prouvost a lançar criações prêt-à-porter. Na vida pessoa, em dezembro de 1969, ela se divorciou de Roger Thérond e casa-se novamente com o pintor Pierre Doutreleau um mês depois, com quem terá dois filhos: Ludovic e Matthias, abandonou a moda e se mudou para um chalé na Suíça.
Em 2014, a modelo Victoire Doutreleau foi interpretada no filme Saint Laurent pela atriz Charlotte Le Bon; o filme retrata a vida do estilista Yves Saint Laurent.